# De Sliert in Japan
De Sliert in Japan (originele titel: La Ribambelle au Japon) is het tweede stripalbum uit de nieuwe reeks van De Sliert. Het werd getekend door Jean-Marc Krings op een scenario van Zidrou en verscheen in 2011. De inkleuring werd gedaan door Benoit Bekaert (BenBK).
Het verscheen in 2017 in het Nederlands bij uitgeverij Arcadia.

## Verhaal
Grenadine stelt vast dat ze wat is bijgekomen en legt zichzelf een dieet op. Terwijl ze zich druk maakt tegenover de andere leden van De Sliert, krijgen Atchi en Atcha een e-mail van hun tante Mitsuko. De tante nodigt de tweeling uit bij haar in Japan, hun geboorteland. Atchi en Atcha zijn enthousiast, maar bedenken dan dat hun vrienden niet mee kunnen: hun budget is te beperkt. Archibald maakt zich sterk dat De Sliert en butler James met hetzelfde budget naar Japan kunnen, weliswaar met een minimalistische, Schotse luchtvaartmaatschappij.
De gezworen vijanden van De Sliert, de Kaaimannen, beramen een nieuwe poging om binnen te geraken in het terrein van De Sliert. Geïnspireerd door het paard van Troje verstopt Tannie zich in een kaaimanspak en laat zich zo op de stoep leggen voor het domein van De Sliert. De Kaaimannen hopen dat De Sliert deze "kaaiman" als geschenk aanvaardt en Tannie zo wordt binnengebracht op het terrein. De Sliert zit op dat moment echter al op het vliegtuig.
In Japan wordt de Sliert ontvangen door de huisknecht van tante Mitsuko, die wat meer lijkt te voelen voor zijn werkgeefster. Hij brengt de groep met een luxueuze wagen richting Mitsuko, die vooral opvalt door haar imposante omvang van ruim 250 kilogram. Ze is dan ook een succesvol sumoworstelaar. Zo succesvol dat ze denkt iedereen aan te kunnen; een attitude die haar trainer niet bevalt. Grenadine kan het niet laten om een opmerking te maken over Mitsuko's gewicht. De boodschap komt hard aan: Mitsuko begint ook anders tegen haar gewicht aan te kijken. Intussen is in het thuisland van De Sliert het leger op de been om de bevolking te beschermen tegen de kaaiman op de stoep.
Mitsuko doet mee aan een toernooi. Ze blijkt vier kilo afgevallen te zijn, tot groot ongenoegen van haar trainer. Mitsuko moet namelijk boven de 250 kilo wegen om te mogen meedoen. Na de halve finale krijgt ze een vreemd geschenk: een pop die haar voorstelt met daarop een afbeelding van een zwarte vogel gespeld. Een Japanse doodsbedreiging. De volgende dag reizen De Sliert en Mitsuko af naar de plaats van de finale. Op de trein krijgt ze een gelijkaardige afbeelding per sms. Haar trainer zit achter de bedreigingen.
In het hotel komt Mitsuko vast te zitten in haar bad. Grenadine snelt haar te hulp en wijst haar nogmaals op haar enorme omvang. De volgende dag blijkt ze weer afgevallen te zijn. Ze weegt minder dan de limiet en mag niet meedoen aan de finale. Haar trainer reageert woedend, maar Mitsuko maakt hem duidelijk dat ze wou afvallen. De trainer is echter blij dat ze haar strijdlust heeft teruggevonden na zijn bedreigingen. De huisknecht is echter niet blij met wat de trainer zijn bazin heeft aangedaan en slaat hem ineen.
Mitsuko's tegenstander maakt de opmerking blij te zijn niet te moeten vechten met een "vrouwmens". Grenadine reageert furieus en daagt de man uit tot een gevecht. Hij accepteert. De leden van De Sliert stellen zich klaar tegenover hem, maar het komt niet tot een gevecht: nobel stapt de sumoworstelaar uit de ring en gunt de vriendschap van De Sliert de overwinning. Mitsuko en haar huisknecht zoeken intussen toenadering.
Enkele weken later maakt De Sliert zich klaar voor de terugreis. Mitsuko is intussen al flink afgevallen en Grenadine maakt zich geen zorgen meer over haar paar grammen extra gewicht.
Tannie in zijn kaaimanpak is intussen overmeesterd en belandt in de zoo.

## Cameo's
In de strip treden op de achtergrond een aantal stripfiguren uit andere stripreeksen op, zoals:
- Tamara (een andere reeks van Zidrou);
- Taka Takata
- Goku (Dragon Ball);
- Robbedoes en Kwabbernoot;
- Obelix (Asterix);
- Mitsuhirato (De Blauwe Lotus, Kuifje);
- Demesmaeker (Guust);
- Sotokiki (Boeven op de kermis, Robbedoes en Kwabbernoot);
- Astro Boy;
- Naruto;
- Itoh Kata (Robbedoes en Kwabbernoot).